# Last Child
Last Child è un brano musicale del gruppo hard rock statunitense Aerosmith, scritto da Steven Tyler e Brad Whitford, pubblicato come primo singolo tratto dall'album Rocks nel 1976.
Nell'anno di uscita, il singolo raggiunse la 21ª posizione nella Billboard Hot 100, come numerosi altri della band nel corso degli anni settanta.
Il brano è stato inserito nel videogioco Guitar Hero II.